# Sexualreform
Sexualreform bezeichnet politische und erzieherische Bemühungen zur Überwindung oder Veränderung einer überkommenen, als repressiv empfundenen Sexualmoral. Historisch standen diese Bewegung in engem Zusammenhang mit der intellektuellen Bewegung der Aufklärung seit dem 17. Jahrhundert – bis heute wird das Wort „Aufklärung“ umgangssprachlich für elementare Sexualerziehung benutzt.
Die Sexualreform wurde seit dem 19. Jahrhundert organisiert vertreten von bürgerlichen Organisationen wie dem Bund für Mutterschutz und Sexualreform, aber auch von der sozialistischen Arbeiterbewegung. Als Teil einer Reihe von Lebensreform-Bewegungen bekam auch die Sexualreform Ende des 19. Jahrhunderts in Deutschland neuen Schwung und war eng verbunden mit der ersten Welle der Frauenbewegung sowie der entstehenden Bewegung zur Entkriminalisierung von Homosexualität, wie sie etwa von Magnus Hirschfeld vertreten wurde.
Die Sexualreform versuchte, ein wissenschaftliches Konzept von Sexualität zu verbreiten und richtete sich insbesondere gegen die repressive, oft gegen die weibliche Sexualität gerichtete Moral der Kirchen und Religionsgemeinschaften. Innerhalb der Weimarer Republik entstand 1931 eine nennenswerte soziale Bewegung, die sich für legale Abtreibungen aussprach. Kommunisten prägten damals die Parole „Dein Körper gehört dir!“.
Ihre Konzepte werden daher heute noch von beratenden Institutionen zur Förderung von Familienplanung und Gesundheitsaufklärung fortgeführt. Die politischen Kontroversen, die sexualreformerische Konzepte seit dem 19. Jahrhundert auslösten, dauern etwa in der Debatte um Abtreibungsrecht aber auch zu Feminismus oder der Gleichstellung von Homosexuellen bis heute an.
Für besondere Verdienste um die Sexualreform wird jährlich die Magnus-Hirschfeld-Medaille verliehen.

## Bekannte Sexualreformer (Auswahl)
- Wilhelm Reich
- Eugen Steinach
- Helene Stöcker
- Magnus Hirschfeld
- Manfred Bruns
- Felix Abraham
- Havelock Ellis
- Harry Benjamin
- Max Hodann
- Rolf Gindorf
- Karl Tiedt
- Paul Krische
- Johanna Elberskirchen
- Felix A. Theilhaber
- Max Flesch
- Hans Lehfeldt
- Norman Haire
- Ludwig Levy-Lenz
- Alexandra Michailowna Kollontai